# Sarcopteryx
Sarcopteryx es un género con 16 especies de plantas de flores perteneciente a la familia Sapindaceae. 

## Especies seleccionadas
- Sarcopteryx acuminata
- Sarcopteryx brachyphylla
- Sarcopteryx caudata
- Sarcopteryx coriacea
- Sarcopteryx crispata
- Sarcopteryx holconeura